# Bildungszentrum Kenyongasse

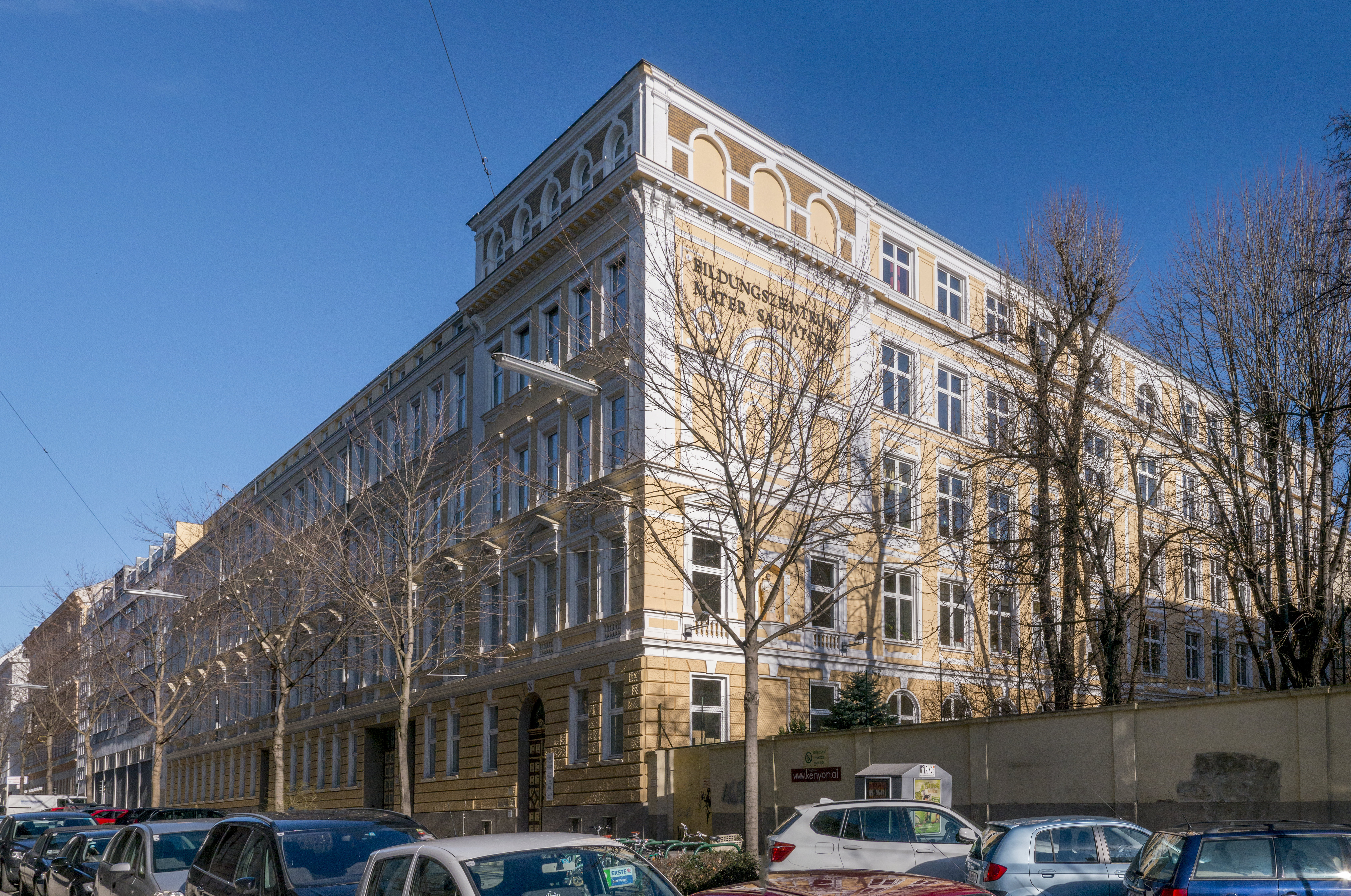
Bildungszentrum Kenyongasse

Das Bildungszentrum Kenyongasse befindet sich im siebten Bezirk in Wien. Der Träger des Bildungszentrums ist der Orden der Schwestern vom Göttlichen Erlöser.

## Geschichte
Das Bildungszentrum wurde 1868 als vierklassige Schule im „Mutterhaus Kaiserstraße“ gegründet. Im Jahr 1896 wurde auch eine Bürgerschule eröffnet und im folgenden Jahr wurden Kenyongasse 6–8 neu gebaut. Noch ein Jahr später kam der Kindergarten zu dem Schulkomplex dazu. Von 1904 bis 1905 wurde der Trakt Kenyongasse 4 errichtet und die Lehrerinnenbildungsanstalt (LnBA) eröffnet. 1926 eröffnete das Realgymnasium und zwei Jahre später begannen die Bildungsanstalten für Kindergärtnerinnen und Arbeitslehrerinnen.
Nach dem Anschluss Österreichs 1938 wurde der Schulbetrieb am 19. Juli 1938 eingestellt. Das Gebäude wurde von der SS zum sogenannten „Notarrest“ umfunktioniert, einer Sammelstelle für jüdische Häftlinge. Laut Zeitzeugen kam es dort zu Folter und Tötungen. Ein Teil des Gebäudes in der Stollgasse wurde 1945 durch Bomben zerstört, die Aufbauarbeiten begannen noch im selben Jahr.
Im Jahr 1958 wurde das neue Internatsgebäude Kaiserstraße 21 / Stollgasse 8a/b eingeweiht. Die römisch-katholische Privatschule begann im Jahr 1992 mit neuen Bauprojekten. Um das Jahr 2000 fand das Projekt „Kooperative Mittelschule“ statt und 2004 wurde die Polytechnische Schule eröffnet. Ein Jahr später erhielt die AHS-Oberstufe den Schwerpunkt „Kommunikation und Lebensmanagement“. 2007 schloss das Internat der Privatschule. In den folgenden Jahren gab es weitere Änderungen; so wurde 2008 die Marke „Bildungszentrum Kenyongasse – Mater Salvatoris“ entwickelt, 2009 wurde der Kindergarten auf acht Gruppen erweitert, 2010 kam eine neuartige dreijährige Ausbildung zu pädagogischen Assistentinnen für Kindergarten und Hort dazu, 2011 wurde das berufsbegleitende Kolleg für Kinderpädagogik eröffnet. 2012 startete die Internetwebsite www.kenyon.at und 2013 wurde die KMS zur Neuen Mittelschule transformiert. 2021 wurde dem Komplex eine neue Aula und ein neuer 5-stöckiger Trakt mit Schulklassen, erweitertem Speisesaal, Turnsaal, Dachterrasse etc. hinzugefügt.

## Lehranstalten
Zum Bildungszentrum gehören:
- Kindergarten Kenyongasse
- Kindergarten Troststraße
- Hort
- Volksschule
- Mittelschule
- Polytechnische Schule
- Allgemeinbildende Höhere Schule
  - Gymnasium
  - Wirtschaftskundliches Realgymnasium
- Bildungsanstalt für Elementarpädagogik (BAfEP)
- Kolleg für Elementarpädagogik